# Sticky & Sweet Tour
 Ovo je glavno značenje pojma Sticky & Sweet Tour. Za snimku koncerta pogledajte Sticky & Sweet Tour (video).
Sticky & Sweet Tour je osma koncertna turneja američke pjevačice Madonne u svrhu promocije jedanaestog studijskog albuma Hard Candy. Započela je u kolovozu 2008., i bila je prva turneja od potpisivanja novog ugovora s Live Nationom. Najavljena je u veljači 2008. s datumima u SAD-u i Ujedinjenom Kraljevstvu. Iako se planiralo, turneja nije posjetila Australiju zbog financijskih problema i recesije. Arianne Phillips je dizajnirao kostime. Pozornica je izrađena vrlo slično onoj s prethodne Confessions Tour iz 2006. Nakon završetka turneje u prosincu 2008., Madonna je najavila kako planira produžiti turneju i održati još koncerata u Europi na mjestima gdje nikada nije pjevala ili nije dugo bila.
Turneja je opisana kao "rock putovanje". Sam koncert je podjeljen u četiri dijela: Pimp gdje je S&M bila glavna tema, Old School gdje je Madonna izvodila svoje klasike i s prikazom rada umjetnika Keith Hargina, Gypsy koji je spoj romske folk glazbe i dance glazbe, te poslejdnji dio Rave gdje je uklopljen istočnjački utjecaj. Koncert završava tako što publika zajedno s Madonnom pjeva posljednju pjesmu. Neke su se izmjene napravile za drugi dio turneje u popisu pjesma, uključujući i dodavanje dijela u spomen na Michael Jacksona. Turneja je dobila pozitiven komentare od starne kritičara.
Sticky & Sweet Tour je postavila mnoge rekorde u smislu prodaje karata, prihodima i broju gledatelja. Nakon prvog dijela je postala najunosnija turneja solo izvođača sa zarađenih 282 milijuna $, što je srušilo stari rekord koji je također držala Madonna s Confessions Tour iz 2006. Madonna je nastupila pred 3.5 milijuna ljudi u 32 države i zaradila sveukupno 408 milijuna $, što je bila druga najunosnija turneja u povijesti i najunosnija turneja solo izvođača. Na dodjeli Billboard Touring Award 2009., Sticky & Sweet Tour je dobila nagrade za najbolju turneju i najposjećeniju turneju, dok je Madonnin menadžer Guy Oseary dobio naradu za najboljeg menadžera.
Za vrijeme turneje je Madonna izrekla mogo izjava protiv republikanskih kandidata za američkog predsjednika na izborima koji su se održavali 2008. Negativne komentare je usmjerila na John McCaina i Sarah Palin što je izazvalo snažno protivljenje Republikanske stranke čiji su ovo bili kandidati. U Rumunjskoj je Madonnina izjava o diskriminaciji Roma dočekana s velikim neodobravanjem. Za vrijeme gradnje pozornice u francuskom Marseilleu, dvojica su radnika poginula zbog urušavanja krova pozornice. Turneja je emitirana na mnogim televizijskim postajama, a 30. ožujka 2010. je najavljeno i CD/DVD izdanje Sticky & Sweet Tour, snimka konecrta iz Buenos Airesa u prosincu 2008.

## Pozadina
Turneju je službeno najavio Madonnin menadžer, Guy Oseary 5. svibnja 2008. Turneja je opisana kao "rock putovanje", a sam koncert je podjeljen u 4 dijela:
- Pimp

Koncert započinje s "Sweet Machine", 3D animacijom koja prikazuje proizvodnju slatkiša i koristi je kao Pin-loptu. Kako video završava, počinje "Candy Shop" gdje se pojavljuje Madonna na velikom M tronu. Tijekom "Beat Goes On" Madonna i njeni plesači plešu u Rolls-Royce dok se u pozadini pojavljuju Pharrell i Kanye West. Zatim slijedi izvedba pjesme "Human Nature" na električnoj gitari, a na zaslonu se pojavljuje Britney Spears koja zaglavljena u dizalu pjeva neke stihove pjesme. "Vogue" je posljednja pjesma ovog dijela, a nakon "Voguea" slijedi interludij "Die Another Day" tijekom kojeg se na zaslonu prikazuje Madonna kao boksač.
- Old School

Sljedeći dio, inspiriran stilom i kulturom ranih 80-ih u New Yorku, započinje pjesmom "Into the Groove" s elementima "Toop Toop" od Cassiusa. Madonna zatim preskače uže u malom plesnom interludiju, a zatim slijedi "Heartbeat", a potom rock verzija njenog starog hita "Borderline". Tijekom "She's Not Me", Madonna ismijava njene različite modne kreacije i stilove iz glazbenih videa "Open Your Heart", "Material Girl", "Vogue" i "Like a Virgin". Dio završava pjesmom "Music" koja sadrži elemente "Put Your Hands Up 4 Detriot" i "Last Night a DJ Saved My Life". Kao poveznica drugog i trećeg dijela je interludij s pjesmom "Rain" koja sadrži i dijelove "Here Comes the Rain Again" od Eurythmicsa.
- Gipsy

Treći dio započinje s "Devil Wouldn't Recognize You", slijedi "Spanish Lesson" s plesnom izvedbom flamenco Alexandera Kopakova. Ponovno svira gitaru za izvedbu "Miles Away". "La Isla Bonita" je obilježena romskom grupom iz Ukrajine koji pjevaju romsku pjesmu s vjenčanja "Lela Pala Tute". Madonna i njeni plesači se zatim sklanjaju kako bi trio izveo njihovu tradicionalnu pjesmu "Doli Doli". Madonna se zatim vraća kako bi otpjevala "You Must Love Me", pjesmu koja je dobila Oscara za film "Evita". Ovaj dio se zaključuje s interludijom "Get Stupid", koji govori o globalnom zatopljenju, gladi i ostalim globalnim problemima.
- Rave

Za završni dio Madonna se vraća na pozornicu kako bi otpjevala virtualni duet s Justin Timberlakeom za pjesmu "4 Minutes". Slijedi remix pjesme "Like a Prayer" s elementima "Feels Like Home" i video pozadinom s porukama iz Biblije, Kurana, Tore i Talmuda. Električan gitara je ponovno upotrebljena za izvedbu "Ray of Light". Zatim Madonna traži od publike da izaberu pjesmu stariju ali dobru. Pjesmu koju publika izabere se otpjeva prva strofa i refren te prelazi na rock verziju "Hung Up". Nakon kratke videoigre na videopozadin, Madonna se vraća kako bi otpjevala završnu pjesmu "Give It 2 Me". Koncert završava s prikazom "Game Over" na zaslonu.
Izmjene
S nastavkom turneje u 2009. godini, Madonna je napravila neke izmjene u koncertu. Tako je promijenila početnu 3D animaciju u stilu američkog umjetnika Marilyn Mintera. Promijenila je i dizajnera robe za prvi segment koncerta. Za odjeću Madonne u tom segmentu je zaslužan Riccardo Tisci. "Holiday" zamjenjuje pjesmu s novog albuma "Heartbeat", uz elemente "Billie Jean", "Everybody" i "Wanna Be Startin' Somethin". Za vrijeme pjesme se pojavljuje jedan od Madonninih plesača obučen kao Michael Jackson te izvodi njegove poznate plesove. Pjesmu s prvog albuma - "Borderline" je zamijenila s isto tako starim hitom "Dress You Up". U završnom segmentu mijenja "Hung Up" pjesmom "Frozen" i dijelovima "Open Your Heart".

## Izjave i kontroverzije

### Političke
Tijekom "Get Stupid" video interludija, na video pozadini su prikazivane slike katastrofa kroz godine, zajedno sa slikama Hitlera i Mugabea, a uz njih se prikazuje i republikanski kandidat za američkog predsjednika John McCain. Na kraju se prikazuju John Lennon, Mahatma Gandhi i Al Gore zajedno s demokratskim kandidatom za američkog predsjednika Baracka Obamu. Video je izazvao buru u političkom svijetu, osobito u McCainovom taboru koji su te usporedbe osudili kao neprihvatljive i nenormalne.
Kada su izbori završili, McCainova slika je izbačena iz videa. Tijekom koncerta u San Diegu, Madonna je čestitala novoizabranom predsjedniku Baracku Obami na povijesnoj pobjedi. Madonna je pritom rekla: 
"Ovo je povijesna večer. Ovo je j... važna večer i sretni smo što ju možemo podijeliti sa svijetom. Ovo je početak sasvim drugog svijeta. Jeste li spremni? Jeste li j... spremni?!"
U tome trenutku se pokazuje slika Baracka Obame s natpisom We Won (Pobijedili smo).

### Religijske
Tijekom koncerta na Olimpijskom stadionu u Rimu, Madonna je posvetila njenu pjesmu "Like a Virgin" Papi Benediktu XVI. Tako je izjavila:
"Posvećujem ovu pjesmu Papi, jer znam da me on voli. Ja sam dijete Božje. I znate što još?..." (tu počinje pjevati pjesmu)
Niti Papa Benedikt XVI, niti službeni Vatikan nije dao službeni odgovor.

### Koncert u Bukureštu
Na koncertu u Bukureštu 26. kolovoza 2009., Madonna se obratila publici prije pjesme "You Must Love Me". Govorila je o diskriminaciji Roma u istočnoeuropskim zemljama. Tako je izjavila:
"Nikad prije nisam bila u Rumunjskoj i jako mi je drago što sam ovdje. Ali doznala sam da je diskriminacija prema Romima u Istočnoj Europi velika i to me jako rastužuje, posebno zato što mi vjerujemo u prihvaćanje svih, Roma, homoseksualaca, bilo koga tko je drugačiji. Prema svakome moramo postupati jednako, nemojte to zaboraviti."
Tisuće ljudi iz publike su izviždili ovu izjavu. Madonna nije reagirala, samo je nastavila s koncertom.

## Predgrupa na koncertu
- Robyn (Europa)
- Benny Bennassi (Rim)
- Paul Oakenfold (Europa, Sjeverna i Južna Amerika)
- Hamutsun Serve (Europa i Sjeverna Amerika)
- Bob Sinclair (Paris)

## Popis pjesama
| 2008. 1. "The Sweet Machine" (video uvod) (s elementima "Manipulated Living", "4 Minutes", "Human Nature", "Give It 2 Me") 2. "Candy Shop" 3. "Beat Goes On" 4. "Human Nature" (s elementima "Gimme More") 5. "Vogue" (s elementima "4 Minutes" i "Give It 2 Me") 6. "Die Another Day" (video interludij) 7. "Into the Groove" (s elementima "Toop Toop", "Body Work", "Jump", "Apache" i "Double Dutch Bus") 8. "Heartbeat" 9. "Borderline" 10. "She's Not Me" 11. "Music" (s elementima "Put Your Hands Up 4 Detroit" i "Last Night a DJ Saved My Life") 12. "Rain" (video interludij) (s elementima "Here Comes the Rain Again") 13. "Devil Wouldn't Recognize You" 14. "Spanish Lesson" 15. "Miles Away" 16. "La Isla Bonita" (s dijelovima "Lela Pala Tute") 17. "Doli Doli" (Kolpakov Trio solo)(plesni interludij) 18. "You Must Love Me" 19. "Get Stupid "(video interludij) (s elementima "Beat Goes On", "Give It 2 Me", "4 Minutes" i "Voices") 20. "4 Minutes" 21. "Like a Prayer" (s elementima "Feels Like Home") 22. "Ray of Light" 23. "Hung Up" (s elementima "A New Level", "Give It 2 Me" i "4 Minutes") 24. "Give It 2 Me" | 2009. 1. "The Sweet Machine" (video uvod) (s elementima "Manipulated Living", "4 Minutes", "Human Nature", "Give It 2 Me") 2. "Candy Shop" 3. "Beat Goes On" 4. "Human Nature" (s elementima "Gimme More") 5. "Vogue" (s elementima "4 Minutes" i "Give It 2 Me") 6. "Die Another Day" (video interludij) 7. "Into the Groove" (s elementima "Toop Toop", "Body Work", "Jump", "Apache" i "Double Dutch Bus") 8. "Holiday" (s elementima "Celebration", "Billie Jean" i "Wanna Be Startin' Somethin'") 9. "Dress You Up" (s elementima "My Sharona") 10. "She's Not Me" 11. "Music" (s elementima "Put Your Hands Up 4 Detroit" i "Last Night a DJ Saved My Life") 12. "Rain" (video interludij) (s elementima "Here Comes the Rain Again") 13. "Devil Wouldn't Recognize You" 14. "Spanish Lesson" 15. "Miles Away" 16. "La Isla Bonita" (s dijelovima "Lela Pala Tute") 17. "Doli Doli" (Kolpakov Trio solo)(plesni interludij) 18. "You Must Love Me" 19. "Get Stupid "(video interludij) (s elementima "Beat Goes On", "Give It 2 Me", "4 Minutes" i "Voices") 20. "4 Minutes" 21. "Like a Prayer" (s elementima "Feels Like Home") 22. "Frozen" (s elementima "I'm Not Alone" i "Open Your Heart") 23. "Ray of Light" 24. "Give It 2 Me" |

### Dodatne napomene
- Tijekom 2008. godine prije izvedbe "Hung Up", Madonna je tražila publiku da izabere jednu pjesmu. "Express Yourself" je postala najtraženija, zatim su slijedile: "Like a Virgin", "Holiday", "Open Your Heart", "Lucky Star", "Dress You Up", "I Love New York", "Beautiful Stranger", "American Life", "Burning Up", "Sorry", "Secret", "Causing a Commotion", "Material Girl" i "Everybody". Madonna bi otpjevala prvu strofu zatim refren i potom prešla na izvedbu "Hung Up". Tijekom turneje u 2009. godini nije imala taj segment koncerta.
- 11. listopada 2008. tijekom koncerata u Madison Square Gardenu u New Yorku, Madonna je posvetila pjesmu "You Must Love Me" svojoj kćeri Lourdes za 12. rođendan. Na tom koncertu se Pharrell pojavio u izvedbi "Beat Goes On" i "Give It 2 Me".
- 6. studenog 2008. na koncertu u Los Angelesu, Madonni se pridružila Britney Spears tijekom izvedbe "Human Nature", a tijekom "4 Minutes" se pojavio Justin Timberlake
- 26. studenog 2008 na koncertu u Miamiju Madonni se pridružio Timbaland tijekom "4 Minutes" i Pharrell tijekom "Give It 2 Me"
- U Argentini je Madonna tijekom pjesme "You Must Love Me" pjevala isječke "Don't Cry for Me Argentina"
- Na koncertu u Danskoj 11. kolovoza. 2009., Madonna je s više od 50.000 fanova pjevala pjesmu "Happy Birthday" svome sinu Roccu koji je taj dan navršio 9 godina
- Madonnina se kćerka Lourdes pridružila mami na pozornici 1. i 2. rujna na koncertima u Tel Avivu za vrijeme izvedbe "Give It 2 Me". Njezin sin Rocco se pojavio na mjestu DJ za vrijeme "Music".

## Datumi koncerta
| Europa              |                 |            |                                  |
| Datum               | Grad            | Država     | Mjesto                           |
| 23. kolovoza 2008.  | Cardiff         | Wales      | Millenium Stadium                |
| 26. kolovoza 2008.  | Nica            | Francuska  | Stade Charles Ehrmann            |
| 28. kolovoza 2008.  | Berlin          | Njemačka   | Olympic Stadium                  |
| 30. kolovoza 2008.  | Zurich          | Švicarska  | Military Airfield                |
| 2. rujna 2008.      | Amsterdam       | Nizozemska | Amesterdam Arena                 |
| 4. rujna 2008.      | Düsseldorf      | Njemačka   | LTU Arena                        |
| 6. rujna 2008.      | Rim             | Italija    | Olympic Stadium                  |
| 9. rujna 2008.      | Frankfurt       | Njemačka   | Commerzbank-Arena                |
| 11. rujna 2008.     | London          | Engleska   | Wembley Stadium                  |
| 14. rujna 2008.     | Lisabon         | Portugal   | Parque da Bela Vista             |
| 16. rujna 2008.     | Sevilla         | Španjolska | Estádio Olimpico                 |
| 18. rujna 2008.     | Valencia        | Španjolska | Circuit de Valencia              |
| 20. rujna 2008.     | Pariz           | Francuska  | Stade de France                  |
| 21. rujna 2008.     | Pariz           | Francuska  | Stade de France                  |
| 23. rujna 2008.     | Beč             | Austrija   | Danube Island                    |
| 25. rujna 2008.     | Budva           | Crna Gora  | Jaz Beach                        |
| 27. rujna 2008.     | Atena           | Grčka      | Olympic Stadium                  |
| Sjeverna Amerika    |                 |            |                                  |
| Datum               | Grad            | Država     | Mjesto                           |
| 4. listopada 2008.  | East Rutherford | SAD        | Izod Center                      |
| 6. listopada 2008.  | New York        | SAD        | Madison Square Garden            |
| 7. listopada 2008.  | New York        | SAD        | Madison Square Garden            |
| 11. listopada 2008. | New York        | SAD        | Madison Square Garden            |
| 12. listopada 2008. | New York        | SAD        | Madison Square Garden            |
| 15. listopada 2008. | Boston          | SAD        | TD Banknorth Garden              |
| 16. listopada 2008. | Boston          | SAD        | TD Banknorth Garden              |
| 18. listopada 2008. | Toronto         | Kanada     | Air Canada Centre                |
| 19. listopada 2008. | Toronto         | Kanada     | Air Canada Centre                |
| 22. listopada 2008. | Montreal        | Kanada     | Bell Centre                      |
| 23. listopada 2008. | Montreal        | Kanada     | Bell Centre                      |
| 26. listopada 2008. | Chicago         | SAD        | United Center                    |
| 27. listopada 2008. | Chicago         | SAD        | United Center                    |
| 30. listopada 2008. | Vancouver       | Kanada     | BC Place Stadium                 |
| 1. studenog 2008.   | Oakland         | SAD        | Oracle Arena                     |
| 2. studenog 2008.   | Oakland         | SAD        | Oracle Arena                     |
| 4. studenog 2008.   | San Diego       | SAD        | Petco Park                       |
| 6. studenog 2008.   | Los Angeles     | SAD        | Dodger Stadium                   |
| 8. studenog 2008.   | Las Vegas       | SAD        | MGM Grand Garden Arena           |
| 9. studenog 2008.   | Las Vegas       | SAD        | MGM Grand Garden Arena           |
| 11. studenog 2008.  | Denver          | SAD        | Pepsi Center                     |
| 12. studenog 2008.  | Denver          | SAD        | Pepsi Center                     |
| 16. studenog 2008.  | Houston         | SAD        | Minute Maid Park                 |
| 18. studenog 2008.  | Detroit         | SAD        | Ford Field                       |
| 20 studenog 2008.   | Philadelphia    | SAD        | Wachovia Center                  |
| 22. studenog 2008.  | Atlantic City   | SAD        | Boardwalk Hall                   |
| 24. studenog 2008.  | Atlanta         | SAD        | Philips Arena                    |
| 26. studenog 2008.  | Miami           | SAD        | Dolphin Stadium                  |
| 29. studenog 2008.  | Mexico City     | Meksiko    | Foro Sol                         |
| 30. studenog 2008.  | Mexico City     | Meksiko    | Foro Sol                         |
| Južna Amerika       |                 |            |                                  |
| Datum               | Grad            | Država     | Mjesto                           |
| 4. prosinca 2008.   | Buenos Aires    | Argentina  | River Plate Stadium              |
| 5. prosinca 2008.   | Buenos Aires    | Argentina  | River Plate Stadium              |
| 7. prosinca 2008.   | Buenos Aires    | Argentina  | River Plate Stadium              |
| 8. prosinca 2008.   | Buenos Aires    | Argentina  | River Plate Stadium              |
| 10. prosinca 2008.  | Santiago        | Čile       | Chile National Stadium           |
| 11. prosinca 2008.  | Santiago        | Čile       | Chile National Stadium           |
| 14. prosinca 2008.  | Rio de Janeiro  | Brazil     | Maracana Stadium                 |
| 15. prosinca 2008.  | Rio de Janeiro  | Brazil     | Maracana Stadium                 |
| 18. prosinca 2008.  | Sao Paulo       | Brazil     | Morumbi Stadium                  |
| 20. prosinca 2008.  | Sao Paulo       | Brazil     | Morumbi Stadium                  |
| 21. prosinca 2008.  | Sao Paulo       | Brazil     | Morumbi Stadium                  |
| Europa (drugi dio)  |                 |            |                                  |
| Datum               | Grad            | Država     | Mjesto                           |
| 4. srpnja 2009.     | London          | Engleska   | The O2                           |
| 5. srpnja 2009.     | London          | Engleska   | The O2                           |
| 7. srpnja 2009.     | Manchester      | Engleska   | Manchester Evening News Arena    |
| 9. srpnja 2009.     | Pariz           | Francuska  | Palais-Omnisports de Paris Bercy |
| 11. srpnja 2009.    | Werchter        | Belgija    | Festivalpark                     |
| 14. srpnja 2009.    | Milano          | Italija    | San Siro                         |
| 16. srpnja 2009.    | Udine           | Italija    | Stadio Friuli                    |
| 21. srpnja 2009.    | Barcelona       | Španjolska | Olympic Stadium                  |
| 23. srpnja 2009.    | Madrid          | Španjolska | Vicente Calderón Stadium         |
| 25. srpnja 2009.    | Zaragoza        | Španjolska | Feria de Muetras                 |
| 28. srpnja 2009.    | Oslo            | Norveška   | Valle Hovin                      |
| 30. srpnja 2009.    | Oslo            | Norveška   | Valle Hovin                      |
| 2. kolovoza 2009.   | Sankt-Peterburg | Rusija     | Palace Square                    |
| 4. kolovoza 2009.   | Tallinn         | Estonija   | Tallinn Song Festival Grounds    |
| 6. kolovoza 2009.   | Helsinki        | Finska     | West Harbour                     |
| 8. kolovoza 2009.   | Gothenburg      | Švedska    | Ullevi Stadium                   |
| 9. kolovoza 2009.   | Gothenburg      | Švedska    | Ullevi Stadium                   |
| 11. kolovoza 2009.  | Kopenhagen      | Danska     | Parken Stadium                   |
| 13. kolovoza 2009.  | Prag            | Češka      | Chodov Natural Amphitheatre      |
| 15. kolovoza 2009.  | Varšava         | Poljska    | Bemowo Airport                   |
| 18. kolovoza 2009.  | München         | Njemačka   | Olympic Stadium                  |
| 22. kolovoza 2009.  | Budimpešta      | Mađarska   | Kincsem Park                     |
| 24. kolovoza 2009.  | Beograd         | Srbija     | Ušće Park                        |
| 26. kolovoza 2009.  | Bukurešt        | Rumunjska  | Parc Izvor                       |
| 29. kolovoza 2009.  | Sofija          | Bugarska   | Estádio Nacional Vasil Levski    |
| Azija               |                 |            |                                  |
| Datum               | Grad            | Država     | Mjesto                           |
| 1. rujna 2009.      | Tel Aviv        | Izrael     | Yarkon Park                      |
| 2. rujna 2009.      | Tel Aviv        | Izrael     | Yarkon Park                      |

Odgođeni koncerti
- 3. prosinca 2008. - River Plate Stadium, Buenos Aires, Argentina (premješten za 5. prosinca)
- 6. prosinca 2008. - River Plate Stadium, Buenos Aires, Argentina (premješten za 8. prosinca)
- 29. srpnja 2009. - Valle Hovin, Oslo, Norveška (premješten za 28. srpnja)

Otkazani koncerti
- 8. srpnja 2009. - MEN Arena, Manchester, Engleska
- 28. srpnja 2009. - Trab-Arena Hamburg Bahrenfeld, Hamburg, Njemačka
- 19. srpnja 2009. - Stade Vélodrome, Marseille, Francuska
- 20. kolovoza 2009. - Hippodrome, Ljubljana, Slovenija

## Australski dio turneje
Prije nego što je turneja službeno najavljena, australske novine su izvjestili o dolasku Madonne u Australiju tijekom 2008/09 turneje. Na to je sama Madonna rekla: "Koliko jako me želite tamo? Postoji šansa. Prošlo je i dosta vremena. To je najmanje što mogu učiniti."
Još na prošloj se turneji Madonna ispričavala zbog ne dolaska u Australiju, pa su se njeni fanovi ponadali dolasku nakon dugog vremena još od 1993. i njene The Girlie Show. U listopadu 2008. nakon razvoda od Guya Ritchiea, je Madonna najavila toliko željeni dio turneje u Austaliji, i najavila ga za siječanj 2009. Pristala je na nastupe u Sydneyu i Melbourneu, ali na kraju je ipak otkazala. Ali nakon najave Madonne o produžetku turneje u Europi, probudila se nada za posjetom Australiji. Herald Sun je izvjestio da Madonna dolazi u rujnu 2009. u Melbourne. Kasnije se ispostavilo da je glasnina bila netočna. Tako da je Australiju Madonna obišla samo jednom – još davne 1993. na The Girlie Show.

## Nesreća u Marseilleu i otkazivanje koncerta
Dok su radnici 16. srpnja 2009. postavljali pozornicu za koncert koji se trebao održati 19. srpnja 2009. na Velodrome Stadionu u Marseilleu, pozornica se urušila. Time je pozornica ozljedila 8 radnika a dvoje je usmrtila. Zbog te velike tragedije, organizatori i grad Marseille su odlučili otkazati koncert. 
Madonna je dala izjavu: "Otkako sam primila ovu strašnu vijest osjećam se shrvano. Moje molitve su upućene ozljeđenima i njihovim obiteljima, zajedno s mojim mislima na sve koji su se našli u ovom stravičnom događaju."

## Prihod s turneje
| Mjesto                           | Grad            | Prodano karata              | Prihod       |
| -------------------------------- | --------------- | --------------------------- | ------------ |
| Millennium Stadium               | Cardiff         | 33.460 / 33.460 (100%)      | $5.279.107   |
| Stade Charles Ehrmann            | Nica            | 41.483 / 41.483 (100%)      | $4.381.242   |
| Olympic Stadium                  | Berlín          | 47.368 / 47.368 (100%)      | $6.048.086   |
| Military Airfield                | Zurich          | 70.314 / 70.314 (100%)      | $11.093.631  |
| Amsterdam Arena                  | Amsterdam       | 50.588 / 50.588 (100%)      | $6.717.654   |
| LTU Arena                        | Dusseldorf      | 35.014 / 35.014 (100%)      | $4.650.327   |
| Olympic Stadium                  | Rim             | 57.690 / 57.690 (100%)      | $5.713.196   |
| Commerzbank Arena                | Frankfurt       | 39.543 / 39.543 (100%)      | $6.020.706   |
| Wembley Stadium                  | London          | 73.349 / 73.349 (100%)      | $11.796.540  |
| Parque da Bela Vista             | Lisabon         | 75.000 / 75.000 (100%)      | $6.295.068   |
| Olympic Stadium                  | Sevilla         | 47.712 / 59.258 (82%)       | $4.874.380   |
| Circuito Ricardo Tormo Cheste    | Valencia        | 50.143 / 50.143 (100%)      | $4.941.980   |
| Stade de France                  | Pariz           | 138.163 / 138.163 (100%)    | $17.583.211  |
| Danube Island                    | Beč             | 57.002 / 57.002 (100%)      | $8.140.858   |
| Jaz Beach                        | Budva           | 47.524 / 47.524 (100%)      | $3.463.063   |
| Olympic Stadium                  | Atena           | 75.637 / 75.637 (100%)      | $9.030.440   |
| Izod Center                      | East Rutherford | 16.896 / 16.896 (100%)      | $2.812.250   |
| Madison Square Garden            | New York        | 61.586 / 61.586 (100%)      | $11.527.375  |
| TD Banknorth Garden              | Boston          | 26.611 / 26.611 (100%)      | $3.658.850   |
| Air Canada Centre                | Toronto         | 34.324 / 34.324 (100%)      | $6.356.171   |
| Bell Centre                      | Montreal        | 34.301 / 34.301 (100%)      | $5.391.881   |
| United Center                    | Chicago         | 30.968 / 30.968 (100%)      | $5.777.490   |
| BC Place Stadium                 | Vancouver       | 52.712 / 52.712 (100%)      | $5.389.762   |
| Oracle Arena                     | Oakland         | 28.198 / 28.198 (100%)      | $4.964.765   |
| Petco Park                       | San Diego       | 35.743 / 35.743 (100%)      | $5.097.515   |
| Dodger Stadium                   | Los Angeles     | 43.919 / 43.919 (100%)      | $5.858.730   |
| MGM Grand Garden Arena           | Las Vegas       | 29.157 / 29.157 (100%)      | $8.397.640   |
| Pepsi Center                     | Denver          | 23.501 / 23.501 (100%)      | $4.434.020   |
| Minute Maid Park                 | Houston         | 41.498 / 41.498 (100%)      | $5.170.100   |
| Ford Field                       | Detroit         | 30.119 / 30.119 (100%)      | $2.395.900   |
| Wachovia Center                  | Philadelphia    | 13.790 / 13.790 (100%)      | $2.318.530   |
| Broadwalk Hall                   | Atlantic City   | 13.293 / 13.293 (100%)      | $3.321.000   |
| Philips Arena                    | Atlanta         | 14.843 / 14.843 (100%)      | $2.632.952   |
| Dolphin Stadium                  | Miami           | 47.998 / 47.998 (100%)      | $6.137.030   |
| Foro Sol                         | Mexico City     | 104.270 / 104.270 (100%)    | $10,428,743  |
| River Plate Stadium              | Buenos Aires    | 263.693 / 263.693 (100%)    | $18.274.292  |
| Chile National Stadium           | Santiago        | 146.242 / 146.242 (100%)    | $11.385.499  |
| Maracanã Stadium                 | Rio de Janeiro  | 107.000 / 107.000 (100%)    | $7.322.269   |
| Morumbi Stadium                  | São Paulo       | 196.656 / 196.656 (100%)    | $15.462.185  |
| O2 Arena                         | London          | 27.464 / 27.464 (100%)      | $5.873.149   |
| Manchester Evening News Arena    | Manchester      | 13.457 / 13.457 (100%)      | $2.827.517   |
| Palais Omnisports de Paris-Bercy | Pariz           | 15.806 / 15.806 (100%)      | $2.306.551   |
| Werchter Festival Park           | Werchter        | 68.434 / 68.434 (100%)      | $7.190.295   |
| San Siro                         | Milano          | 55.338 / 55.338 (100%)      | $6.507.798   |
| Stadio Friuli                    | Udine           | 28.362 / 28.362 (100%)      | $3.236.277   |
| Estadio Olimpico                 | Barcelona       | 44.811 / 44.811 (100%)      | $5.010.557   |
| Estadio Vicente Calderon         | Madrid          | 31.941 / 31.941 (100%)      | $4.109.791   |
| Recinto Feria                    | Zaragoza        | 30.940 / 30.940 (100%)      | $2.015.381   |
| Valle Hovin                      | Oslo            | 79.409 / 79.409 (100%)      | $10.481.500  |
| Palace Square                    | Sankt-Peterburg | 57.103 / 57.103 (100%)      | $4.431.805   |
| Tallinn Song Festival Grounds    | Tallinn         | 72.067 / 72.067 (100%)      | $5.924.839   |
| West Harbour                     | Helsinki        | 85.354 / 85.354 (100%)      | $12.148.455  |
| Ullevi Stadion                   | Gothenburg      | 119.709 / 119.709 (100%)    | $14.595.910  |
| Parken Stadion                   | Kopenhagen      | 48.064 / 48.064 (100%)      | $6.709.250   |
| Chodov Natural Amphitheatre      | Prag            | 42.682 / 42.682 (100%)      | $3.835.776   |
| Bemowo Airport                   | Varšava         | 79.343 / 79.343 (100%)      | $6.526.867   |
| Olympic Stadium                  | München         | 35.127 / 35.127 (100%)      | $3.655.403   |
| Kincsem Park                     | Budimpešta      | 41.045 / 41.045 (100%)      | $3.920.651   |
| Ušće Park                        | Beograd         | 39.713 / 39.713 (100%)      | $1.738.139   |
| Parc Izvor                       | Bukurešt        | 69.088 / 69.088 (100%)      | $4.659.836   |
| Vasil Levski National Stadium    | Sofija          | 53.660 / 53.660 (100%)      | $4.896.938   |
| Hayarkon Park                    | Tel Aviv        | 99.674 / 99.674 (100%)      | $14.656.063  |
|                                  | UKUPNO          | 3.545.899 / 3.557.445 (99%) | $407.713.266 |

## Postignuća
- Madonnini koncerti na Stade de Franceu, Wembley Stadium, Madison Square Gardenu i Military Airfield (Zurich) su proglašeni #3, 13, 15 i 20 najboljim i najunosnijim koncertima 2008. godine
- Turneja je do sredine studenog stavljena na 3. mjesto najboljih turneja sa zaradom od 180 milijuna $, a na kraju godine je bila najuspješnija tuneja te godine i najbolja tuneja solo pjevača ikada.
- Turneja je postala najuspješnija turneja po Sjevernoj Americi za 2008. sa zaradom od 105.3 milijuna $

## Rekordne prodaje
- 11. rujna 2008, Madonna je pjevala pred rasprodanim stadionom s 74.000 gledatelja i zaradila 12 milijuna $ što je najviše ikada u povijesti novog i starog Wembley Stadiuma.
- Održan je koncert u Lisabonu pred rasprodanim koncertom od 75.000 ljudi 14. rujna 2008.
- U Švicarskoj u Zurichu je održan najveći koncert tamo ikada sa 72.000 gledatelja
- 20. rujna 2008. je koncert na Stade de Franceu od 80.000 karata prodan za manje od 10 dana, tako da je bio najavljen još jedan koncert
- 50.000 karata u Vancuveru je prodano za 29 minuta
- Dva koncerta u Mexico Cityu su rasprodana za manje od 3 sata
- U Budvi je koncert bio jedan od najvećih ikada tamo održanih
- Madonnin koncert u Grčkoj je najveći ikada održan tamo, s 75.637 gledatelja
- U New Yorku je Madonna rasprodala 4 koncerta za Madison Square Garden i time postala vlasnica 23 rasprodana koncerta tamo od 2001., što je rekord za samostalnog umjetnika po broju koncerata u desetljeću

Koncerti najavljeni za 2009. također bilježe ogromne uspjehe:
- U Londonu i Manchesteru su karte rasprodane u par minuta, te su zakazani i drugi koncerti kao zadnji u UK u toj turneji
- U Helsinkiju (30. srpnja), Gothenburgu (9. kolovoza), Werchteru i Tallinnu su koncerti rasprodani isti dan kada su karte puštene u prodaju

- Helsinki – 80.000 karata je rasprodano za manje od 3 sata, te je postao najveći koncert jednog izvođača u Finskoj. Na koncertu je bilo preko 85.000 ljudi što čini koncert najvećim u cijeloj povijesti Skandinavije i ostalih sjevernih zemalja
- Oslo – svih 40.000 karata za prvi koncert je rasprodano za 34 minute, te je najavljen još jedan koncert
- Gothenburg – svih 56.000 karata je rasprodano za 2 sata (brzinom kojom je server dopuštao), te je najvaljen još jedan koncert koji je također rasprodan za par sati. Ukupno je prodano 119.709 karata.
- Werchter – 70.000 karata je rasprodano u jednom danu
- Tallinn – 70.300 karata je rasprodano u 24h što je rekord za Estoniju (prethodni je držala Metallica koja je isti koncert rasprodala za 3 dana). To je i najveći koncert ikada održan u baltičkim državama.

- Tel Aviv - 50.000 karata za prvi koncert je brzo rasprodano, te je najavljen još jedan koncert koji se također rasprodao

## Recenzije o turneji
Madonna je dobila izvrsne recenzije za svoju turneju.
- "The Independent": "Oni koji su u zadnje vrijeme vidjeli nešto tako glatko, inovativno i energično, neka kažu. Koreografija, vizualna slika i talent su svjetske klase i odlično izvedeni, inteligentni i duhoviti."
- "The Times": "U premijer ligi pjevačko-plesnog spektakla, Kraljica popa je ostala nenadmašna i nepobjeđena."
- "The Sun": "Bez ikakve sumnje Madonna je i dalje Kraljica popa. Živjela nam Kraljica."
- "The Daily Mail": "Nitko ne radi takav šou na stadionima kao Madonna – to je teatralno, 2 sata blockbustera."

## Snimanje turneje
Snimanje koncerta u svrhu izdavanja DVD sa snimkom koncerta je obavljeno na River Plate Stadium u Buenos Airesu u Argentini. Producent je u jednom razgovoru rekao da se Madonna odlučila za to zbog snažne veze između nje i tamošnje publike. Objavljivanje snimke koncerta je potvrđeno za 30. ožujka 2010. Album će izaći kao CD, Blu-ray i DVD izdanje.
U svibnju 2009. BlackBerry je dobio prava na prikazivanje 10 izvedbi s koncerta za svoje korisnike na određeno vrijeme. Izvedbe su uključivale: "Candy Shop", "Beat Goes On", "Vogue", "Die Another Day", "Music", "Spanish Lesson", "Miles Away", "La Isla Bonita", "Get Stupid" i "4 Minutes."
Cijeli koncert je emitiran 4. srpnja 2009. na britanskoj televizijskoj postaji Sky1. Uvodni dio "The Sweet Machine" je velikom većinom skraćen, a pjesma na traženje publike (što je u slučaju Argentine bila "Like a Virgin") nisu emitirali.
Latinoamerička televizijska postaja CityVibe je također emitirala koncert u cijelosti 19. rujna 2009. i to u Argentini, Meksiku, Peru i Venecueli. Za razliku od Sky1, pušten je cijeli uvod "The Sweet Machine" kao i pjesma koju je tražila publika.
30. listopada 2009. se na američkoj televizijskoj postaji Epix emitirao cijeli koncert, a mogli su ga pogledati oni koji su pretplaćeni na televizijski kanal.